# Ferenc József battenbergi herceg
Ferenc József battenbergi herceg (Prinz Franz Joseph von Battenberg) (Padova, 1861. szeptember 24. – 1924. július 31.), a Battenberg-házból származó német (nem uralkodó) herceg.

## Élete
Sándor hessen–darmstadti herceg és Júlia battenbergi hercegnő legkisebb, ötödik gyermekeként és negyedik fiaként.
Nővére:
- Mária Karolina (1852. július 15. – 1923. június 20.)

Bátyjai:
- Lajos Sándor battenbergi herceg (1854. május 24. – 1921. szeptember 11.)
- Sándor József (1857. április 5. – 1893. október 23.)
- Henrik Móric (1858. október 5. – 1896. január 20.)

Ferenc József fontolóra vette, hogy igényt tartson a bolgár trónra, ám bátyja, Sándor megelőzte őt, s végül magának szerezte meg a koronát. Mindezek ellenére Ferenc követte Sándort Bulgáriába, ahol a bolgár lovasság ezredeseként szolgálta testvérét. 1894-ben Ferenc megkérte a New York-i születésű Consuelo Vanderbilt kezét, aki egy vasúttársaság milliomos tulajdonosának a lánya volt, ám mivel a lány állítólag gyűlölte a herceget, visszautasította őt. (Egy évvel később a lány feleségül ment Charles Spencer-Churchillhez, Marlborough 9. hercegéhez, akinek két fiút szült.)
Ezután Ferenc 1897. május 18-án nőül vette a nála 13 évvel fiatalabb Anna Petrovics-Njegoš montenegrói hercegnőt, I. Miklós montenegrói király leányát, akivel frigyük sajnos gyermektelen maradt. Ferenc halála után Anna még 47 évet élt, s 1971. április 22-én hunyt el, özvegyasszonyként.
Ferenc 1924. július 31-én, 62 éves korában halt meg, Svájcban.